# Valentin Magnan
Pour les articles homonymes, voir Magnan.
Valentin Magnan (16 mars 1835 à Perpignan – 27 septembre 1916 à Suresnes) est un psychiatre français.

## Biographie
Pendant ses études de médecine, il est d'abord interne à Lyon puis à Paris, où il est l’élève de Jules Baillarger et de Jean-Pierre Falret.
Il soutient sa thèse de doctorat en 1866, qui a pour titre De la lésion anatomique de la paralysie générale. 
En 1867, lors de l’ouverture de l’hôpital Sainte-Anne, il est nommé médecin responsable de l’admission. Il demeurera à Sainte-Anne jusqu’à la fin de sa carrière en 1912. 

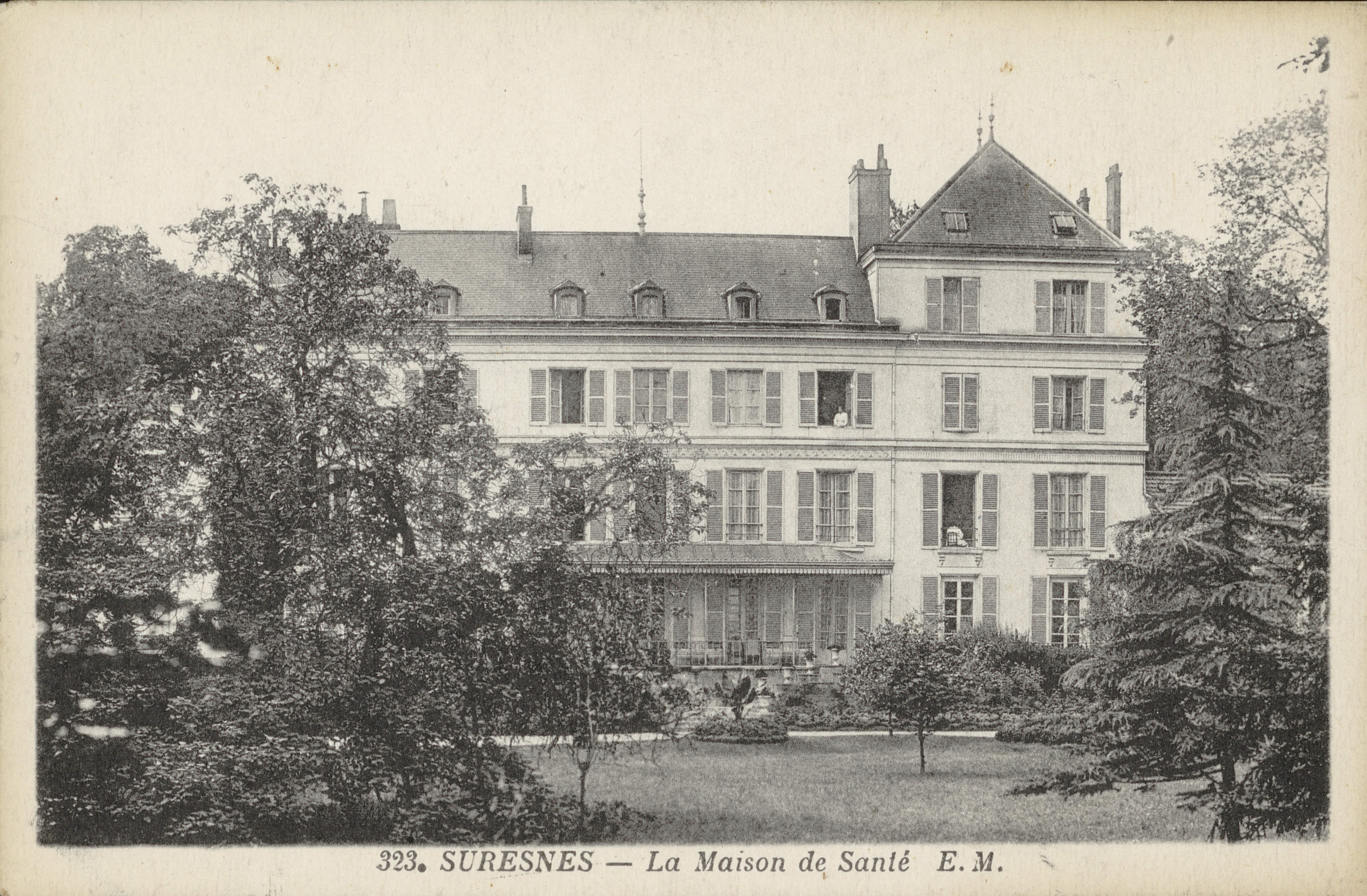
La maison de santé.

En 1875, il crée à Suresnes une fondation pour les névrosés, qui subsiste jusqu'en 1975 dans un ancien château. Adèle Hugo fut l'une de ses patientes,,,.
Après des études sur la paralysie générale, l’alcoolisme et les délires alcooliques, il défend, selon une vision différente de celle de B-A.Morel, la dégénérescence en psychiatrie dans Considérations générales sur la folie des héréditaires ou dégénérés, publié en 1887. 
En 1891, il publie l'ouvrage Leçons cliniques sur les maladies mentales. En 1892, il reprend l’étude du « Délire chronique à évolution systématique », qu’il oppose, en le comparant point par point, aux délires polymorphes des « dégénérés ». 
Partisan d’une attitude thérapeutique très médicalisée vis-à-vis des malades mentaux, il préconisait en particulier la « clinothérapie », ou maintien au lit pendant presque toute la journée, ce qu’il n’obtenait pas sans difficulté des maniaques, excités ou agités. Il s’était attaché auparavant à combattre l’usage en psychiatrie des moyens de contrainte physique (camisole par exemple)

## Citations
- « (…) Résumons en quelques lignes les points principaux sur lesquels nous avons insisté dans cette étude. Des malades existent qui, dans le cours d'une évolution délirante fatale, parcourent lentement quatre étapes successives d'inquiétude, de persécution, de grandeur et de démence. Sur ce point la discussion n'est pas possible. En présence de cette forme à marche constante, le clinicien se voit forcé de tenir compte pour la détermination des espèces cliniques, non point seulement de l'aspect symptomatique du malade, mais de l'évolution de la vésanie. Ces formes pathologiques prétendues distinctes et décrites sous le nom de démonopathie, de délire mystique, de mégalomanie, de délire de persécution, de théomanie, ne sont plus pour lui qu'autant d'étiquettes symptomatiques qu'il doit se refuser à compter au rang d'espèces cliniques véritables. Loin de constituer des entités morbides, il en est parmi elle qui ne sont que des étapes successives d'une même affection qu'on ne peut laisser confondue au milieu des autres psychoses évoluant sur le terrain de dégénérescence. l'importance n'est point de savoir si le sujet est théomane ou mégalomane, de savoir s'il est Dieu, roi ou Président de la République, mais de savoir comment il l'est devenu, de bien établir la marche de la maladie, de savoir si la suprême puissance n'a pas été précède de longues persécutions. Le puissant d'abord persécuté se range dans le délire chronique et, pour le médecin, cela signifie l'incurabilité. Au contraire, le potentat, devenu grand sans épreuve préalable, se range dans les groupes des dégénérés et l'accès délirant peut être curable. Des observations que nous avons recueillies, des considérations que nous avons exposées, nous sommes amenés à conclure qu'il n'y a pas en réalité une mégalomanie, un délire de grandeur, une folie religieuse, qu'il n'y a pas un délire de persécution, mais qu'il existe une psychose procédant par quatre étapes successives, le délire chronique à évolution systématique ». Joseph Capgras et Paul Sérieux in Délire chronique.